# Грейгсвілл (Нью-Йорк)
Грейгсвілл (англ. Greigsville) — переписна місцевість (CDP) в США, в окрузі Лівінгстон штату Нью-Йорк. Населення — 191 особа (2020).

## Географія
Грейгсвілл розташований за координатами 42°49′51″ пн. ш. 77°54′5″ зх. д. / 42.83083° пн. ш. 77.90139° зх. д. (42.830719, -77.901429).  За даними Бюро перепису населення США в 2010 році переписна місцевість мала площу 1,84 км², уся площа — суходіл.

## Демографія
Згідно з переписом 2010 року, у переписній місцевості мешкало 209 осіб у 81 домогосподарстві у складі 50 родин. Густота населення становила 114 осіб/км².  Було 84 помешкання (46/км²).
Расовий склад населення:
| - 96,7 % — білих - 1,4 % — чорних або афроамериканців |

До двох чи більше рас належало 1,9 %. Частка іспаномовних становила 3,3 % від усіх жителів.
За віковим діапазоном населення розподілялося таким чином: 31,6 % — особи молодші 18 років, 61,7 % — особи у віці 18—64 років, 6,7 % — особи у віці 65 років та старші. Медіана віку мешканця становила 35,3 року. На 100 осіб жіночої статі у переписній місцевості припадало 104,9 чоловіків;  на 100 жінок у віці від 18 років та старших — 98,6 чоловіків також старших 18 років.
Середній дохід на одне домашнє господарство  становив 89 479 доларів США (медіана — 92 045), а середній дохід на одну сім'ю — 105 149 доларів (медіана — 101 484). 
Цивільне працевлаштоване населення становило 234 особи. Основні галузі зайнятості: виробництво — 25,6 %, освіта, охорона здоров'я та соціальна допомога — 21,4 %, мистецтво, розваги та відпочинок — 17,5 %, роздрібна торгівля — 14,1 %.